# 유성 순치 파찰음
유성 순치 파찰음(有聲脣齒破擦音)은 자음의 하나로 이와 입술을 사용하여 조음하는 유성 파찰음이다.
듣기:

## 예
- 총가어: bv와 bvh에서 이 소리가 난다. bvh는 유기음이다.
- 쇼나어: bv에서 숨소리 자음으로 난다.